# Mauser 1910 & 1910/34
Les Mauser modèles 1910 et 1910/34 sont des pistolets de poche. Conçus par Josef Nickl, ils donneront naissance aux Mauser 1914 & 1934. Le Modèle 1910/34 est une version légèrement améliorée du Mle 1910 fabriqué à partir de 1934. La production dura de 1910 à 1938.

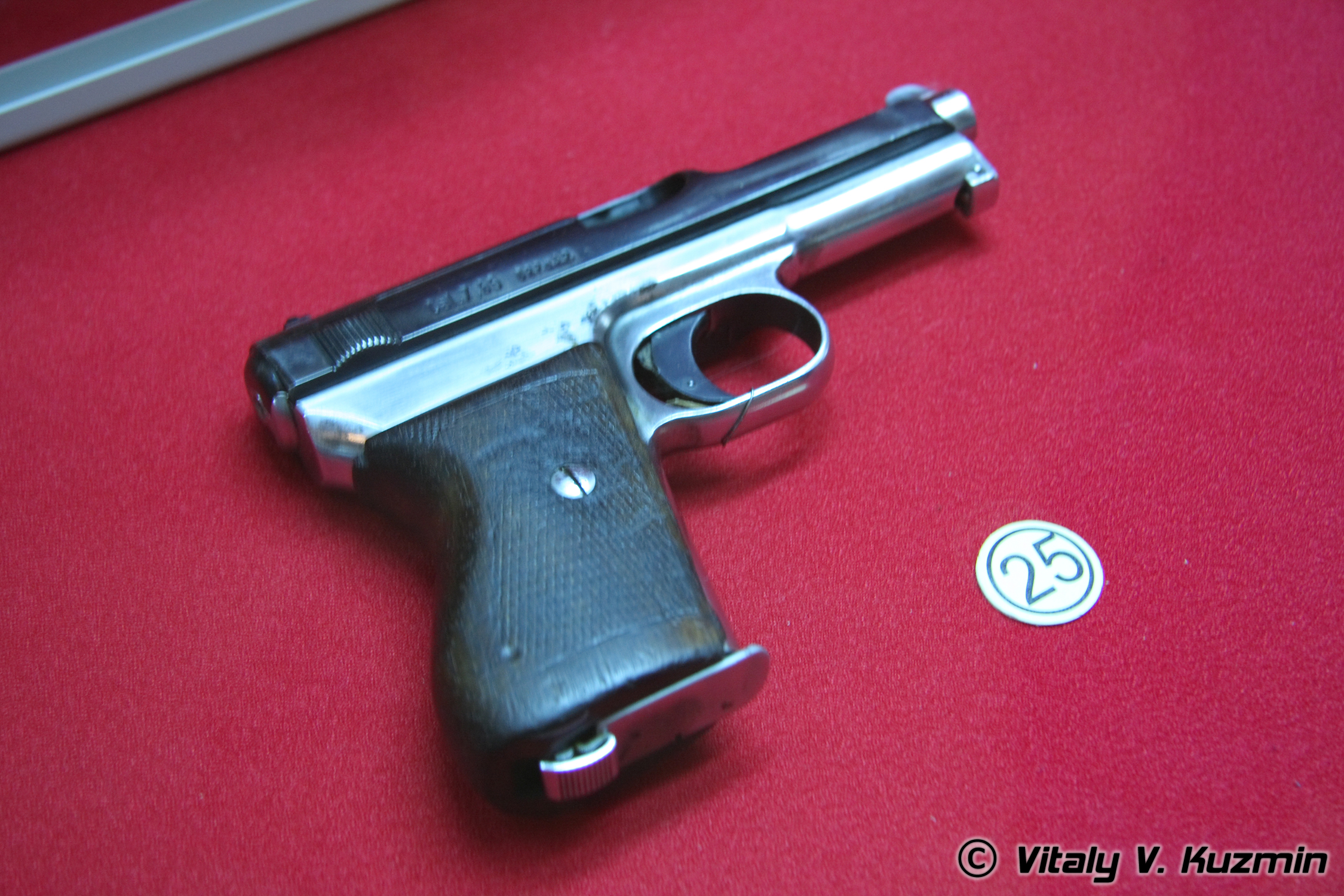
Mauser 1910/34.

## Données techniques
- Mécanisme : Simple action
- Munition  : 7,65 × 17 mm Browning ou .32 ACP
- Masse à vide : 425 g
- Longueur : 116 mm
- Canon : 80 mm
- Chargeur : 9 cartouches